# Telmatoscopus arnaudi
Telmatoscopus arnaudi är en tvåvingeart som beskrevs av Quate 1955. Telmatoscopus arnaudi ingår i släktet Telmatoscopus och familjen fjärilsmyggor.
Artens utbredningsområde är Kalifornien. Inga underarter finns listade i Catalogue of Life.